# نیل کانتون
نیل کانتون (انگلیسی: Neil Canton؛ زادهٔ ۳۰ مه ۱۹۴۸) یک تهیه‌کننده اهل ایالات متحده آمریکا است.
وی تهیه‌کننده فیلم‌های بازگشت به آینده، بازگشت به آینده قسمت ۲ و بازگشت به آینده قسمت ۳ بوده است.